# Юэянская башня
Юэянская башня (кит. трад. 岳陽樓, упр. 岳阳楼, пиньинь Yuèyánglóu) — старинная башня в районе Юэянлоу городского округа Юэян китайской провинции Хунань.
Башня была построена в III веке, в эпоху Троецарствия. Согласно другим сведениям, была воздвигнута в 716 году, и вплоть до года 1888, за свою более чем тысячелетнюю историю, разрушалась и вновь восстанавливалась 32 раза.
Высота башни составляет 20 метров. Юэянская башня входит в число Трёх великих башен южнее Янцзы и является самой маленькой из них. Построенный рядом павильон, носящий название Павильон тройного пьянства, посвящён даосскому святому Мо Дунбину.
Юэянская башня была воспета в поэме китайского писателя и государственного деятеля XI столетия Фань Чжунъяня. Вслед за ней виднейший юаньский драматург Ма Чжиюань посвятил башне одноимённую пьесу.
Юэянская башня дала название диптиху для большого оркестра композитора Михаила Аркадьева.
С 1988 года Юэянская башня включена в список охраняемых Памятников КНР.